# 727 pr. n. št.

## Smrti
- Tiglat-Pileser III., kralj Asirije in Babilonije (* ni znano)